# آیدان اوزگیوز
آیدان اوزگیوز سیاستمدار آلمانی است. وی از ۲۰۰۹ عضو بوندستاگ از حزب سوسیال دموکرات آلمان است.